# Redneck Rampage
Redneck Rampage — компьютерная игра в жанре шутер от первого лица, выпущенная в апреле 1997 года компанией Interplay. Главным героем является деревенский житель Леонард, у которого инопланетяне украли призовую свиноматку. В течение игры Леонард ищет свинью, а помогает ему умственно отсталый брат Бубба, указывающий место перехода на следующий уровень.

## Общие сведения
Игра построена на движке Build, модифицированном программистами Xatrix Entertainment.
К игре были выпущены дополнения Redneck Rampage: Suckin' Grits On Route 66 и Redneck Rampage Rides Again. Позже к игре был выпущен так называемый Cuss Pack, добавляющий в игру новые реплики содержащие нецензурную брань.

## Сюжет
Сюжет игры вращается вокруг двух братьев, Леонарда и Буббы, сражающихся в вымышленном городе Хикстон, штат Арканзас, чтобы спасти свою любимую свинью Бесси и предотвратить вторжение инопланетян. Братья сражаются со злыми клонами своих соседей в таких местах, как мясокомбинат, парк трейлеров, морг, жуткий особняк и д.р.

## Геймплей
На протяжении 2 эпизодов (Outskirts и Downtown) игрок исследует уровни в поисках ключей и рычагов для открытия закрытых дверей, при этом убивая злобных клонов проживающих в Хикстоне и собственно самих инопланетных захватчиков.

## Саундтрек
В игре используются треки таких известных исполнителей как: Mojo Nixon, The Beat Farmers, The Reverend Horton Heat, Cerment Pond.

## Рецензии и оценки
| Русскоязычные издания | Русскоязычные издания |
| Издание               | Оценка                |
| --------------------- | --------------------- |
| Game.EXE              | 90 %                  |
| «НИМ»                 | 7,6 из 10             |
| «Страна игр»          | 8 из 10               |

| Русскоязычные издания | Русскоязычные издания |
| Издание               | Оценка                |
| --------------------- | --------------------- |
| «Игромания»           | [ 5 ]                 |